# 김자지
김자지(金自知, 1367년 ~ 1435년)는 고려 말기와 조선시대 초기의 문신, 성리학자이다. 고려 멸망 후 조선의 건국에 참여하여 태종, 세종대에 언관과 재상을 역임하였다. 본관은 연안(延安)이며 자는 원명(元明), 호는 일계(逸溪), 시호는 문정(文靖)이다. 우왕 때 과거에 급제하여 관직에 올랐고, 조선 건국 후 출사하여 평안도관찰사, 형조판서, 개성부유수, 형조판서를 지냈다.
대사헌 재직시 세도공신(勢道功臣)을 탄핵하는 상소를 다섯차례나 올린 일은 유명하다. 김전의 증조부이고, 중종 때의 영의정 김근사와 김감의 선조였다. 또한 중종 때의 권신 김안로의 고조부이고, 김제남과 인목대비의 선조가 된다.

## 생애
김자지는 밀직제학(密直堤學)을 지낸 김도(金濤)의 아들이며 세종대의 문신인 김여지(金汝知)의 형이다. 우왕 때인 1385년(고려 우왕 11년) 과거에 급제하여, 여러 벼슬을 지낸 뒤 조선 건국 후에도 벼슬을 하여 1404년(태종 4년)에는 집의(執義)를 지냈다. 그 뒤 형조참의, 형조참판, 호조참판 등을 거쳐 1419년(세종 1년) 예조참판이 되었다.
그 뒤 경기도 관찰사를 거쳐 1420년(세종 2년)에는 사헌부대사헌에 올랐다. 대사헌으로 재직 시에는 당시의 세도공신(勢道功臣)을 직설적으로 탄핵하는 상소를 다섯차례나 올려서 화제가 되었다. 이후 외직인 원주목사, 평안도 관찰사 등을 지내고, 1428년(세종 10년) 형조판서에 올랐으나 동지총제(同知摠制) 성개의 노비에 대한 판결이 잘못되었다 하여 파직되었다. 뒤에 개성부유수(開城府留守)로 재기용되고, 1434년 다시 형조판서가 되었으나 관직에서 물러났다. 한문에 뛰어났고 음양·천문·지리·의약 등에도 통달하였으며, 불교를 배척하고 유학을 숭상하였다.
1435년 병으로 사망하였다. 그는 배불론자의 한사람으로 자신의 상(喪)을 《주자가례》대로 따르도록 유언을 남겼다. 후에 문정(文靖)의 시호가 추서되었다.

### 사후
묘소는 경기도 양평군 강하면 왕창리 산 27에 안장되었다. 그의 묘소는 후일 양평군 향토유적 제30호로 지정되었다.
강하면사무소 소재지에서 88번 도로를 따라 광주시 방향으로 2km정도 내려가면 강하면 동호리로 연결되는 마을도로가 나온다. 김자지의 묘는 이 길을 따라 남쪽으로 약 2km 들어가 능곡교를 건넌 야산 자락에 소재해 있다. 김자지 묘는 부인인 정부인 평양조씨(貞夫人 平壤趙氏)의 묘소와 쌍분(雙墳)으로 조성되어 있으며 묘 앞에는 묘비를 비롯하여 상석, 향로석, 망주석 등의 석물을 갖추고 있다. 묘비는 20세기 이후에 새로 오석으로 개수되었다. 김자지의 묘 오른쪽으로 동생인 김여지의 묘가 위치한다.

## 가족 관계
- 아버지 : 김도(金濤)
  - 동생 : 김여지(金汝知)
  - 부인 : 평양 조씨
    - 장남 : 김수(金脩)
      - 손자 : 김원신(金元臣)

    - 차남 : 김해(金侅)
      - 손자 : 김우신(金友臣) - 김안로의 조부

## 평가
그는 성품이 중후하고 총명하여 음양(陰陽), 복서(卜筮), 천문, 지리, 의학, 음율 등에 박학한 학자였다.

## 같이 보기
- 김안로
- 김전
- 윤원형
- 윤원로
- 김근사
- 인목대비
- 김제남
- 김자지 선생 묘 - 양평군 향토유적 제30호

## 참고 문헌
- 양평군청, 《양평군지》 (양평군, 1991)
- 양평군청, 《양평문화유적총람》 (양평군, 1995)
- 토지박물관, 《양평군의 역사와 문화유적》 (토지박물관, 1999)

## 관련 정보
- 김자지 - 한국학중앙연구원